# ترواجو
ترواجو (به لاتین: Tõrvajõe) یک روستا در استونی است که در دهستان وایوارا واقع شده‌است.